# Henosepilachna
Genre
Henosepilachna est un genre d'insectes coléoptères phytophages de la famille des Coccinellidae.
Synonyme
- Epilachna Chevrolat, 1837

## Liste des espèces et sous-espèces
Selon NCBI (2 sept. 2014) :
- Henosepilachna bifasciata
- Henosepilachna boisduvali
- Henosepilachna diekei
- Henosepilachna elaterii
- Henosepilachna enneasticta
- Henosepilachna kaszabi
- Henosepilachna niponica
- Henosepilachna pusillanima
- Henosepilachna pustulosa
- Henosepilachna pytho
- Henosepilachna septima
- Henosepilachna vigintioctomaculata
  - sous-espèce Henosepilachna vigintioctomaculata coalescens
- Henosepilachna vigintioctopunctata
- Henosepilachna yasutomii